# 안호영
안호영(安豪榮, 1956년 7월 5일 ~ )은 대한민국의 외무공무원이다. 부산광역시에서 태어났다.
제23대 주 미국 대한민국 대사를 지냈으며, 2018년 9월부터 북한대학원대학교 총장으로 재직 중이다.

## 학력
- 경기고등학교 졸업
- 서울대학교 외교학 학사
- 조지타운대학교 대학원 국제정치학 석사

## 경력
- 1977: 제11회 외무고시 합격
- 1993.01: 외교통상부 국제협약과장
- 1997.01: 주 OECD 대한민국 대표부 참사관
- 2003.04: 외교통상부 다자통상국장
- 1998.12: 주 제네바대표부 참사관
- 2004: 재정경제부 경제협력국장
- 2005: 외교통상부 국장
- 2008.03: 외교통상부 통상교섭조정관
- 외교통상부 G20 대사
- 2011.03: 주 EU 대사
- 2012.02: 외교통상부 제1차관
- 2013.06: 주 미국 대사[3]
- 2017.01 ~ : 재단법인 한미동맹재단 고문
- 2018.01: 경남대학교 석좌교수[2]
- 2018.09~ 2022.08: 북한대학원대학교 총장[2][4]
- 아산정책연구원 이사회 이사
- 2023.01 ~ 2024.05: 국회의장 직속 경제외교자문위원회 민간위원
- 2023.08 ~ : 북한대학원대학교 이사
- 한반도 평화 만들기 한반도경제포럼 위원

## 수상
- 2011년: G20 유공자 정부부문 훈장

## 같이 보기
- 한미 관계